# قائمة حكايات ألف ليلة وليلة

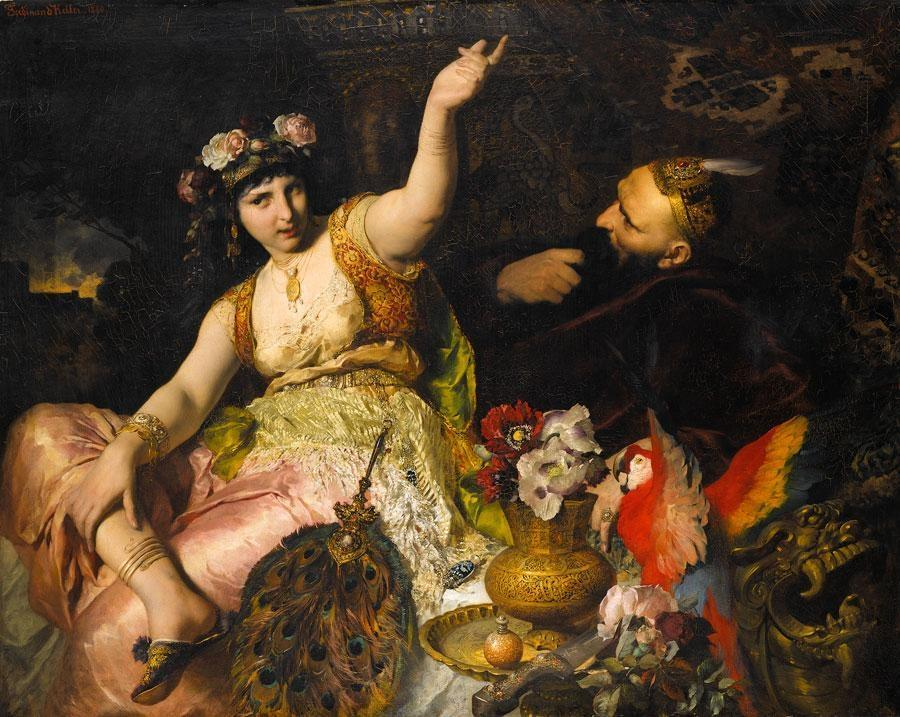
شهريار
وزوجته شهرزاد، بريشة الرسام فرديناند كيلر سنة 1880.

ألف ليلة وليلة هو كتاب يتضمّن مجموعة من القصص التي وردت في غرب وجنوب آسيا بالإضافة إلى الحكايات الشعبية التي جُمِعت وتُرجمت إلى العربية خلال العصر الذهبي للإسلام. يعرف الكتاب في اللغة الإنجليزية كذلك بمسمى الليالي العربية، منذ أن صدرت النسخة الإنجليزية الأولى منه سنة 1706.

## حكايات الملك شهريار وأخيه شاه زمان
تعتبر هذه القصة الافتتاحية لكتاب ألف ليلة وليلة وهي القصة الأساسية التي تستند عليها باقي قصص الكتاب وتسرد كيف إكتشف الملك شاه زمان خيانة زوجته له مع أحد العبيد أثناء زيارته لأخيه الأكبر شهريار وقبل أن يغادر المدينة؛ حيث تذكر الخرزة التي أعطاها لأخيه في القصر فرجع فوجد زوجته ومعها العبد على فراشه فقتلهما معاً.
كما اكتشف خيانة زوجة أخيه مع عشرون عبداً عندما كان ينظر من نافذة قصر أخيه الملك شهريار التي تطل على بستانه وإذا بباب القصر يُفتح وخرج منه عشرون جارية وعشرون عبداً وزوجة اخيه بينهم حتى وصلوا إلى فسقية فخلعوا ثيابهم وجلسوا مع بعضهم؛ وإذا بزوجة الملك تنادي أحد العبيد فجاءها فعانقها وعانقته وواقعاها وكذلك باقي العبيد. فأخبر أخيه ما رأى فلما سمع الملك شهريار ذلك طار عقله من رأسه وقتل زوجته وصار يتزوج الملك شهريار من العذارى، يومياً، حيث يقتل العروس ليلة العرس، قبل أن تأخذ الفرصة لتخونه. بعد فترة لم يجد الوزير الذي كان مكلفاً بتوفير عروس للملك، مزيداً من العذارى. عندها عرضت ابنته شهرزاد نفسها لتكون عروساً للملك، فوافق أبوها على مضض. في ليلة زواجهما، بدأت شهرزاد تحكي القصة للملك ولكن لا تنهيها، حيث أثار هذا فضول الملك لسماع نهاية القصة، مما دفعه إلى تأجيل إعدامها للاستماع إلى نهاية القصة. وفي الليلة التالية، عندما تنتهي من حكاية ما تبدأ بحكاية جديدة، تشوق الملك لسماع نهايتها هي الأخرى وهكذا، حتى أكملت لديه ألف ليلة وليلة.

## حكاية الحمار والثور مع صاحب الزرع
سرد هذه القصة الوزير (المكلف بإحضار العروس الجديدة للملك) لإبنته شهرزاد عندما عرضت نفسها لتكون العروس الجديدة. وتحكي القصة عن تاجر لديه القدرة على معرفة ألسن الحيوانات وكان لديه ثورٌ وحمار. أتى في أحد الأيام الثور إلى الحمار فوجده راقد مستريح لا ينقصه طعام وشراب وبينما كان التاجر يستمع إلى الحديث أخذ الحمار والثور يتحدثان. وفي صباح اليوم التالي وبينما كان التاجر وزوجته يجلسان ضحك التاجر عندما رأى الثور، أصرت الزوجة على ان يخبرها زوجها بسبب ضحكه بالرغم من اخبارها بأن ذلك سيسبب موته، وفي الليلة التي كاد أن يوشك فيها التاجر اخبار زوجته بالسر سمع الديك يتحدث مع الكلب حيث قال الديك: والله ان صاحبنا قليل العقل، فما له لا يأخذ بعضا من عيدان التوت ثم يدخل حجرتها ويضربها حتى تموت أو تتوب. فلما سمع التاجر كلام الديك رجع إلى عقله واخذ عيدان التوت وضرب زوجته إلى ان تابت.

## الليالي

### الليلة الأولى
- حكاية التاجر مع العفريت[8][9]
- حكاية الشيخ الأول صاحب الغزالة[10][11]

### الليلة الثانية
تكملة حكاية الشيخ الأول مع الغزالة
- حكاية الشيخ الثاني صاحب الكلبتين
- حكاية الشيخ الثالث صاحب البغلة[12]

### الليلة الثالثة
- حكاية الصياد مع العفريت[13]

### الليلة الرابعة
- حكاية الملك يونان والحكيم رويان (ضمن ما قبلها)[14]

### الليلة الخامسة
- حكاية الملك السندباد والبازي[15]
- حكاية الوزير المحتال[16]

تكملة حكاية الملك يونان

### الليلة السادسة
- تكملة حكاية الصياد مع العفريت[18]
- حكاية البركة والسمكات الملونة[19]

### الليلة السابعة
- حكاية الشاب المسحور[20]

### الليلة الثامنة
تكملة حكاية الشاب المسحور

### الليلة التاسعة
- حكاية الحمال مع البنات[22]

### الليلة العاشرة
تكملة حكاية الحمال مع البنات

### الليلة الحادية عشر
- حكاية الصعلوك الأول[24]

### الليلة الثانية عشر
تكملة حكاية الصعلوك الأول

### الليلة الثالثة عشر
- حكاية الصعلوك الثاني[26]

### الليلة الرابعة عشر
- تكملة الصعلوك الثاني
- حكاية الحاسد والمحسود[27]

### الليلة الخامسة عشر
- حكاية الصعلوك الثالث[28]

### الليلة السادسة عشر
تكملة حكاية الصعلوك الثالث

### الليلة السابعة عشر
- حكاية الصبية الأولى والكلبتين[30]

### الليلة الثامنة عشر
- حكاية الصبية الثانية المضروبة[31]

### الليلة التاسعة عشر
تكملة حكاية الصبية الأولى
الصبية المقتولة
- حكاية الملك والتفاحات الثلاث[34]

### الليلة العشرون
- حكاية الوزير نور الدين مع شمس الدين أخيه[35]

### الليلة الواحد والعشرون
- حكاية بدر الدين حسن[36]

### الليلة الثانية والعشرون
تكملة قص بدر الدين حسن

### الليلة الثالثة والعشرون
تكملة قص بدر الدين حسن

### الليلة الرابعة والعشرون
- حكاية عجيب بن بدر الدين حسن وسفره مع جده إلى الشرق[39]

### الليلة الخامسة والعشرون
- حكاية الخياط والاحدب واليهودي والمباشر النصراني فيما وقع بينهم[40]

### الليلة السادسة والعشرون
حكايات الشاب المقطوع اليد

### الليلة السابعة والعشرون
تكملة حكايات الشاب المقطوع اليد

### الليلة الثامنة والعشرون
- حكاية الشاب آكل الزرباجة[43]

### الليلة التاسعة والعشرون
تكملة حكاية الشاب آكل الزرباجة